# Södra Såneby
Södra Såneby is een plaats in de gemeente Sunne in het landschap Värmland en de provincie Värmlands län in Zweden. De plaats heeft 67 inwoners (2005) en een oppervlakte van 22 hectare.